# Stackenäs naturreservat
Stackenäs är ett naturreservat i Karl Gustavs socken i Varbergs kommun i Västergötland (Hallands län).
Reservatet är skyddat sedan 2011 och omfattar 84 hektar. Det ligger 30 km nordost om Varberg mellan sjön Fävren och Valasjön.

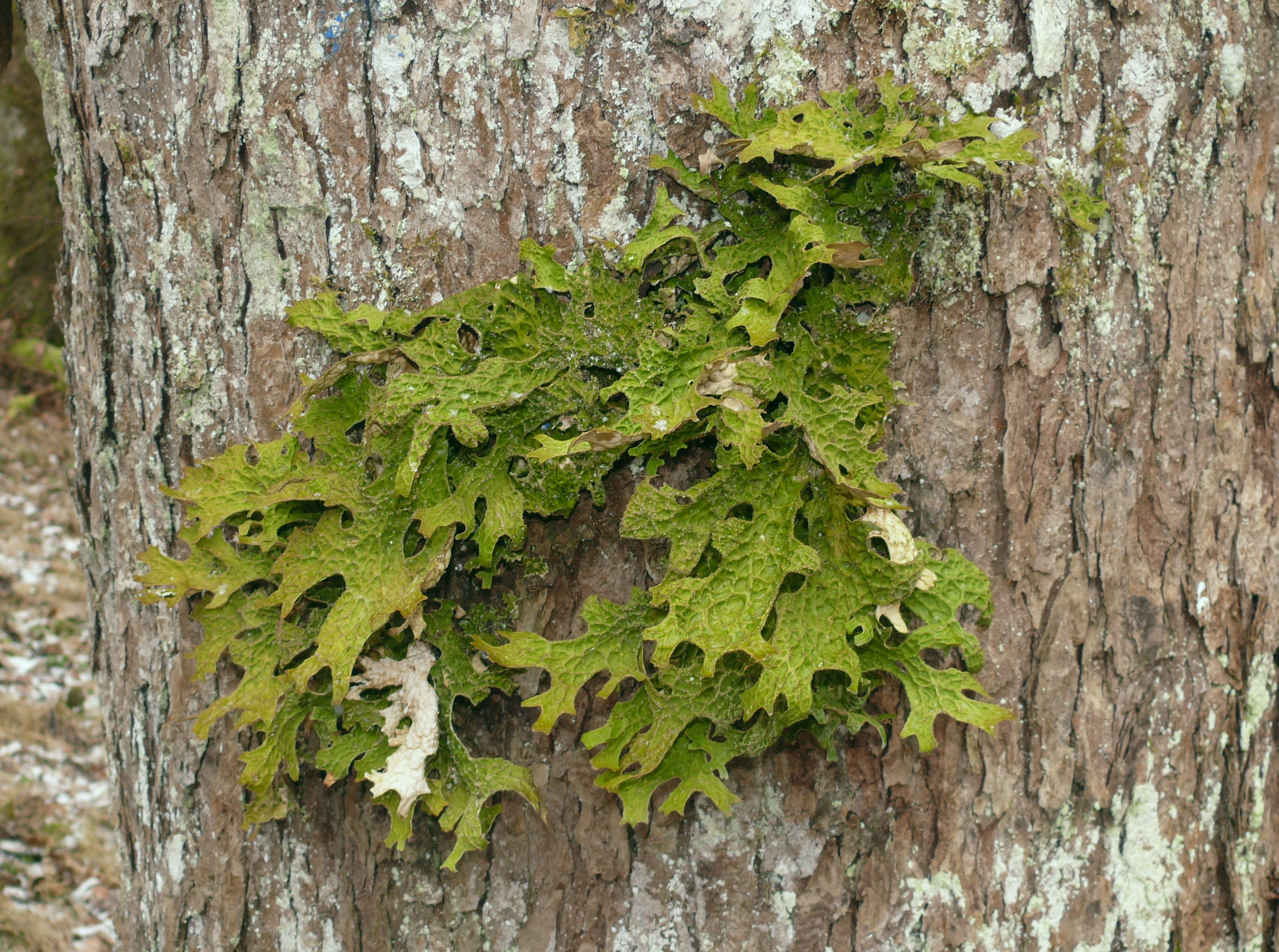
Lunglav växer gärna på gamla lövträd

En stor del av området är bevuxet med gammal ekskog. Här finns sluttande branter och stup. Stora delar av området har betats av nötkreatur vilket gjort skogen mera gles. En del ekar är gamla och det finns senvuxna som växt långsamt och blivit krokiga och klena. På träden kan man finna lunglav, mussellav och bårdlav. Längs stränderna växer klibbal och askskog.
I den södra delen ingår ett fågelskyddsområde. I sjöarna och i dess närhet finns bland annat storlom, fiskgjuse, skäggdopping, skedand, vitkindad gås och fisktärna.